# Petites Farces de la mort
Petites Farces de la mort est un roman de Pierre-Henri Loÿs paru en 2007.

## Résumé
La mort est coquine. Sur quelques décennies, elle joue des tours à François, Anne, Jérôme et les autres, en amie qui leur veut du bien. Autant de petites farces, en apparence sans liens, dont l’assemblage révèle les secrets d’une famille comme les autres.
La mort se fait chauffeur de taxi lorrain et en quelques minutes de course folle, donne au morbide François le goût de vivre. Devenue gnome roux, elle terrorise Anne la discrète afin de l’éloigner d’un mari assassin. Des années plus tard, elle se fait reconnaître de François, plus vivant que jamais, sous les traits d’un taxi sénégalais. Enfin, la mort libère Jérôme-le-joueur d’une morale… mortelle.
Toutes ces petites farces sont racontées à un ami mort ou que l’auteur a fait mourir pour pouvoir lui parler. « On ne prend jamais le temps de dire les choses aux vivants que l'on aime. Et puis aux morts, au moins, on ne ment pas. »
L’ouvrage est un chant d’amour à la vie dont l’héroïne est la mort. Le prisme du surnaturel donne accès à une autre vision du réel, une redécouverte de l’humain.

## Autres éditions
Traduit en italien par Catherine Mc Gilvray, paru chez Elliot Edizioni en 2012 sous le titre Piccoli scherzi della morte